# Takamuko no Kuromaro
Takamuko no Kuromaro (高向 玄理, mort en 654) est un lettré et diplomate japonais de la période Asuka.
Karumauro se rend en Chine  en 608 avec Ono no Imoko comme « kenzuishi » représentant l'impératrice Suiko et y reste trente-eux ans.
Après son retour en 640 il est récompensé du titre (Kuni no hakase, (国博士, « savant national »).
Karumauro contribue à la rédaction de la réforme de Taika en 645.
Il est de nouveau envoyé ambassadeur en Chine (kentushi) et meurt à son arrivée à  Chang'an en 654.

## Source de la traduction
- (en) Cet article est partiellement ou en totalité issu de l’article de Wikipédia en anglais intitulé « Takamuko no Kuromaro » (voir la liste des auteurs).